# Aksöğüt, Kurtalan
Aksöğüt là một xã thuộc huyện Kurtalan, tỉnh Siirt, Thổ Nhĩ Kỳ. Dân số thời điểm năm 2008 là 919 người.